# 加查镇
加查镇（藏語：རྒྱ་ཚ་རྫོང，威利转写：rgya tsha），是中华人民共和国西藏自治区山南市加查县下辖的一个乡镇级行政单位。

## 行政区划
加查镇下辖以下地区：
白琼村、奴巧村、扎西定岗村、尼塘村、香木村、热麦村、久堆村、联麦村、联堆村、江塘村和龙巴村。